# Мишель де Гельдерод
Мишель де Гельдерод (фр. Michel de Ghelderode), настоящее имя — Адемар Адольф-Луи Мартенс, (фр. Adémar Adolphe-Louis Martens, 3 апреля 1898, Иксель — 1 апреля 1962, Схарбек) — бельгийский драматург фламандского происхождения, который писал на французском языке.

## Биография
Получил католическое воспитание в коллеже иезуитов, брал уроки музыки в Брюссельской консерватории, отец водил его в оперу и на представления ярмарочного театра; вкус к маскам, переодеванию, псевдонимам и розыгрышам подросток сохранил на всю жизнь. В 16 лет он переболел тяжёлым тифом, был на грани смерти. С 1918 года начал подписывать свои рассказы псевдонимом, под которым позже и вошёл в историю европейского театра.
Гельдерод более 20 лет прослужил мелким чиновником и начал приобретать известность лишь в конце 1940-х годов, когда его путь драматурга был уже завершен. Период наибольшей творческой активности продолжался с 1925 по 1945 год. В 1950-х годах престижное парижское издательство Gallimard выпустило собрание сочинений Гельдерода в пяти томах, его интервьюировали журналы и газеты, приглашали на радио и телевидение. 
Его пьесы «Смерть доктора Фауста» (1926, пост. 1928 в Париже и Риме), «Эскориал» (1928, пост. в Брюсселе 1929), «Варавва» (1928, пост. труппой Народного фламандского театра 1929), «Красная магия» (пост. 1934 в Брюсселе), «Проделка Великого Мертвиарха» (1934, пост. Роже Планшоном в Лионе 1953, опера Дьёрдя Лигети, 1978), «Школа шутов» (1943, пост. в Париже 1953) и другие — это гротескные драмы-притчи на темы Библии и средневековой истории Европы, написанные для театра марионеток, наполненные элементами масленичных празднеств, цирковой клоунады, безжалостной и безысходной апокалиптической игры, они развивают традиции фламандского высокого искусства и народной культуры. 
Свои взгляды на театр Гельдерод развернуто изложил в цикле «Остендские беседы» (1951, опубл. 1956), который транслировался французским радио.
«Гельдерод, — писал Жан Кокто, — это алмаз, замыкающий ожерелье поэтов на шее Бельгии. Этот черный алмаз отбрасывает жестокие и благородные отблески. Они ранят лишь мелкие души. Другие они зачаровывают».

## Произведения

### Пьесы
- La Mort du Docteur Faust (1926) («Смерть доктора Фауста», рус. пер. 1983)
- Christophe Colomb (1928) («Христофор Колумб»)
- Don Juan (1928) («Дон Жуан»)
- Escurial (1928, 1943) («Эскориал», рус. пер. 1983)[1]
- Fastes d’enfer (1929) («Поминки в аду», рус. пер. 1983)
- Trois acteurs, une drame… (1929) («Три актёра», одна драма)
- Barabbas (1928), оконч. редакция 1957 («Варавва», рус. пер. 1983)
- La Balade du grand macabre (1934) («Проделка Великого Мертвиарха», рус. пер. 1983)
- Pantagleize (1934) («Пантаглейзе», рус. пер. 2004)
- Hop Signor! (1935) («Гоп, синьор!», рус. пер. 2004)
- Magie rouge (1935) («Красная магия», рус. пер. 1983)
- La Cavalier bizarre (1938) («Странный всадник»)
- La Pie sur le gibet (1938) («Сорока на виселице», рус. пер. 1983)
- D’un diable qui prêcha merveilles (1942) («О дьяволе, который проповедовал чудеса», рус. пер. 1983)
- Mademoiselle Jaïre (1934) («Мадемуазель Иаир», рус. пер. 2004)
- Le Soleil se couche (1942) («Солнце заходит…»)
- Sortie de l’Acteur (1942) («Исход актёра», рус. пер. 1983)
- L'école des bouffons (1943) («Школа шутов», рус. пер. 1983)
- Sire Halewyn (1943) («Сир Галевин», рус. пер. 2004)
- Marie la misérable (1955) («Мария Несчастная»)

### Публикации на русском языке
- Театр. М.: Искусство, 1983.
- Избранные произведения в 2 томах. М.: Аграф, 2004.